# Джордж, Мелисса
Мели́сса Сью́зан Джордж (англ. Melissa Suzanne George; род. 6 августа 1976, Перт) — австралийская актриса. В 2008 году за роль в сериале «Пациенты» она была номинирована на премию «Золотой глобус».

## Карьера
Начала заниматься модельным бизнесом с ранних лет и в 1992 году была названа моделью года Западной Австралии среди подростков. В шестнадцать лет её заметила агент по подбору актёров Лиз Маллинар и пригласила на роль в австралийском телесериале «Домой и в путь». Ради актёрской карьеры Джордж покинула Перт и переехала в Сидней. После трёх лет съёмок в сериале она решила оставить его ради других ролей. Мелисса снялась обнажённой для австралийской версии журнала Playboy вскоре после ухода из сериала «Домой и в путь».
Джордж записала видеокурсы для поддержания здоровья и фигуры Mind, Body and Soul (1996), создала свою линию нижнего белья под названием «Ангел у моей кровати» (англ. An Angel at My Bedside), а также периодически появлялась в сериале «Рёв» (1997) до того как переехала в Лос-Анджелес, чтобы попробовать удачу в США. После переезда она сыграла небольшие роли в нескольких фильмах, среди них «Тёмный город», «Англичанин», «Малхолланд Драйв» и «К чёрту любовь!». Также она снялась в нескольких пилотных выпусках телесериалов, которые не пошли в эфир, среди них «Затерянные в стране Оз». Она снялась в шестом сезоне популярного телесериала «Зачарованные».
Джордж достигла значительного прорыва в 2003 году, когда она получила роли в сериале «Шпионка» и сериале «Друзья».
Свою первую большую роль она получила в ремейке 2005 года «Ужас Амитивилля». В том же году она снялась в триллере «Цена измены», в котором также сыграли Клайв Оуэн и Дженнифер Энистон.
2006 год был очень плодотворным для Джордж: она снялась в драме «Музыка внутри», в триллере «WAZ: Камера пыток», где её партнером был Стеллан Скарсгард, и в киноадаптации графической новеллы «30 дней ночи» с Дэвидом Слэйдом в качестве режиссёра и с Джошем Хартнеттом в главной роли. В этом же году она снялась в триллере «Туристас». В 2006 году было объявлено, что Джордж станет лицом и представителем косметической компании Napoleon Perdis, а также австралийской ювелирной компании Linneys.
Джордж вернулась на телевидение в 2008 году снявшись в драматическом сериале «Лечение», в котором также сыграли Гэбриэл Бирн и Дайан Уист. В 2008 году в основной актёрский ансамбль сериала «Анатомия страсти» была введена Сэди Харрис, роль которой сыграла Мелисса. Хотя планировалось, что Харрис впоследствии станет постоянным героем, персонаж вскоре был выписан из сюжета, а контракт с актрисой не был продлён.
В марте 2013 года Джордж получила роль главной злодейки в пилоте сериала «Готика» для ABC.

## Личная жизнь
В 2000—2012 года Мелисса была замужем за режиссёром Клаудио Дабедом.
С 2011 года Мелисса встречается с продюсером Жаном-Давидом Бланком. У пары есть два сына — Рафаэль Бланк (род.06.02.2014) и Солал Сэмюэль Гленн Бланк (род.03.11.2015).
В сентябре 2016 года Джордж рассталась с Бланком из-за обвинений в домашнем насилии, которое предположительно имело место в их доме в Париже. Джордж была госпитализирована с травмами головы и шеи, и Бланк и Джордж получили обвинения в домашнем нападении, в связи с инцидентом, причем Бланк утверждал, что Джордж спровоцировала противостояние. Бланку было приказано выплатить Джордж 1000 евро в качестве возмещения ущерба, а ей — 1 евро.

## Фильмография
| Год       |    | Русское название          | Оригинальное название     | Роль                         |
| --------- | -- | ------------------------- | ------------------------- | ---------------------------- |
| 1993—1996 | с  | Домой и в путь            | Home and Away             | Энджел Брукс / Энджел Пэрриш |
| 1997      | с  | Рёв                       | Roar                      | Молли                        |
| 1997      | с  | Зов убийцы                | Murder Call               | Петра Салинис                |
| 1997      | тф |                           | Fable                     | Рекс Фейбл                   |
| 1998      | тф |                           | Hollyweird                | Кэрил Энн                    |
| 1998      | ф  | Тёмный город              | Dark City                 | Мей                          |
| 1999      | с  | Шёлковые сети             | Silk Stalkings            | Фиона Грант                  |
| 1999      | ф  | Англичанин                | The Limey                 | Дженнифер «Дженни» Уилсон    |
| 2000      | с  | Полинезийские приключения | Tales of the South Seas   | Кэт                          |
| 2001      | ф  | Сахар и перец             | Sugar & Spice             | Клео Миллер                  |
| 2001      | ф  | Малхолланд Драйв          | Mulholland Dr.            | Камилла Роудс                |
| 2001      | ф  | Бросая вызов              | New Port South            | Аманда                       |
| 2001      | с  | Воры                      | Thieves                   | Рита                         |
| 2002      | тф | Затерянные в стране Оз    | Lost in Oz                | Алекс Уилдер                 |
| 2003      | с  | Любовь на шестерых        | Coupling                  | Сьюзан                       |
| 2003      | с  | Друзья                    | Friends                   | Молли                        |
| 2003      | ф  | К чёрту любовь!           | Down with Love            | Ильке                        |
| 2003      | с  | Детектив Монк             | Monk                      | Дженна Райан                 |
| 2003      | тф | Секреты Лос-Анджелеса     | L.A. Confidential         | Линн Брэккен                 |
| 2003      | с  | Зачарованные              | Charmed                   | Фрейя                        |
| 2003—2005 | с  | Шпионка                   | Alias                     | Лорен Рид                    |
| 2005      | ф  | Ужас Амитивилля           | The Amityville Horror     | Кэти Лутц                    |
| 2005      | ф  | Цена измены               | Derailed                  | Дианна Шайн                  |
| 2006      | с  | Путаница                  | Two Twisted               | Матильда Бэнкс               |
| 2006      | ф  | Туристас                  | Turistas                  | Прю                          |
| 2007      | ф  | Музыка внутри             | Music Within              | Кристин                      |
| 2007      | ф  | WAZ: Камера пыток         | w Delta z                 | Хелен Уэсткотт               |
| 2007      | ф  |                           | Home Sick                 | Call Girl #2                 |
| 2007      | ф  | 30 дней ночи              | 30 Days of Night          | Стелла Олесон                |
| 2008      | с  | Лечение                   | In Treatment              | Лора Хилл                    |
| 2008      | ф  | Преданные                 | The Betrayed              | Джейми                       |
| 2008—2009 | с  | Анатомия страсти          | Grey's Anatomy            | доктор Сэйди Хэррис          |
| 2009      | ф  | Треугольник               | Triangle                  | Джесс                        |
| 2009      | тф |                           | U.S. Attorney             | Сьюзан Шили                  |
| 2010      | тф | Вторая попытка            | Second Chances            | Кейт Фишер                   |
| 2010      | с  | Обмани меня               | Lie to Me                 | Клара Муссо                  |
| 2011      | ф  | Похищенная                | A Lonely Place to Die     | Элисон                       |
| 2011      | ф  | Секс по обмену            | Swinging with the Finkels | Джанет                       |
| 2011      | с  | Удар                      | The Slap                  | Рози                         |
| 2011      | тф | Мешок с костями           | Bag of Bones              | Мэтти                        |
| 2011      | ки | Edge of Twilight          | Edge of Twilight          | Галина                       |
| 2012      | ф  | Между нами                | Between Us                | Шэрил                        |
| 2012      | с  | Преследуемые              | Hunted                    | Сэм Хантер                   |
| 2013      | ф  | Особо тяжкое преступление | Felony                    |                              |
| 2013      | с  | Готика                    | Gothica                   | Фиона Хантер                 |
| 2014      | с  | Хорошая жена              | The Good Wife             | Мэрилин Гарбанза             |
| 2017      | ф  | Редкая бабочка            | The Butterfly tree        | Эвелин                       |
| 2018      | с  | Первые                    | The First                 | Диана Хагерти                |
| 2019      | с  | Звёздный путь: Дискавери  | Star Trek: Discovery      | Вина                         |
| 2021—2023 | с  | Берег москитов            | The Mosquito Coast        | Марго Фокс                   |
| 2021      | ф  | После меня                | De son vivant             | Анна                         |